# ブッシュ (バンド)
ブッシュ(Bush)は、イギリスのロックバンド。デビューアルバム「Sixteen Stone」は、マルチプラチナ・ディスク(RIAA)に認定され、アメリカで1000万枚以上のセールスを記録。90年代に最も商業的成功を収めたバンドのひとつである。

## 沿革
ボーカルのギャヴィンは、それまでのバンド活動で数枚のシングルを発売後、業界の荒波にもまれて挫折。The Nobodyzというバンド名だった。ロンドンでの生活に退屈し、1991年にロサンゼルスで映像製作のアシスタントを勤めながら半年間を過ごす。そこでニルヴァーナのライブを観て多大な影響を受けた。ニューヨークにも何日か住むが、ロンドンに戻り、元トランスヴィジョン・ヴァンプのベーシストだったデイヴ・パーソンズ、そしてドラマーのロビン・グドリッジと共にブッシュを結成し、そこにイギリスのキング・ブランクというバンドにいたギタリストのナイジェル・パルスフォードが加わる。こうして、現在の4人組のブッシュは1992年頃に結成された。初めはロンドン周辺のクラブで活動していたが人々の反応は芳しくなかった。Bushというバンド名は、メンバーがロンドン西部のShepherd's Bushに住んでいたことに由来する。
その後、ジョージ・マイケルのマネージャーだったロブ・カーンがブッシュに注目し、彼によって当時ディズニーの子会社としてスタートしたばかりだったハリウッド・レコードの重役の一人に紹介されるも、契約寸前でその重役がヘリコプター事故で亡くなったため、レコーディング契約が白紙になってしまった。そこに新たにインタースコープ・レコードからの契約が舞い込み、晴れて契約となった。
現在は、アトランティック・レコードへ移籍している。
前述の通り、ロサンゼルスで映像製作のアシスタントとして働いていたため、ギャヴィン本人がビデオ製作もこなす。
イギリスのバンドながらアメリカのグランジやオルタナティブ・ロックに強い影響を受けており、ギャヴィンらメンバーはニルヴァーナなどに影響を受けたことを認めつつ、自分たちのスタイルはオリジナルであると主張し続けている。

## メンバー

### 現メンバー
- ギャヴィン・ロスデイル（Gavin Rossdale)：ギター&ボーカル (1992–2002, 2010–) - 元妻は歌手グウェン・ステファニー(ノー・ダウト)
- クリス・トレイナー（Chris Traynor)：ギター (2002, 2010–)
- コーリー・ブリッツ（Corey Britz)：ベース (2010–)
- ニック・ヒューズ（Nik Hughes)：ドラム (2019–)

### 旧メンバー
- ナイジェル・パルスフォード（Nigel Pulsford)：ギター (1992–2002)
- デイヴ・パーソンズ（Dave Persons)：ベース (1992–2002)
- ロビン・グドリッジ（Robin Goodridge)：ドラム (1993–2002, 2010–2019)

## アルバム
スタジオ・アルバム
- 「Sixteen Stone」　(1994) - 収録曲MachineheadがゲームSaints Row: The Thirdに使用されている。
- 「Razorblade Suitcase」　(1996)
- 「The Science of Things」　(1999)
- 「Golden State」　(2001)
- 「The Sea of Memories」　(2011)
- 「Man on the Run」 (2014)
- 「Black and White Rainbows」 (2017)
- 「The Kingdom」 (2020)

ライヴ・アルバム
- 「Zen X Four」　(2005)
- 「Live in Tampa」　(2020)

ベスト・アルバム
- 「Deconstructed」　(1997)
- 「The Best of: 1994-1999」　(2005)